# RGS13
RGS13‏ (Regulator of G protein signaling 13) هوَ بروتين يُشَفر بواسطة جين RGS13 في الإنسان.